# 紅水烏龍茶
紅水烏龍茶，即紅水烏龍，又稱紅水觀音、紅茶，台灣茶的一種，屬於台灣烏龍茶。產地在台灣南投縣鹿谷鄉，是口味接近中國清朝傳統製法的凍頂烏龍茶。選取較成熟的茶菁，採用重發酵以及炭焙製程，茶湯顏色為金黃色至淡紅色，接近台灣鐵觀音，香氣介於果香與花香之間，具有喉韻，適於久放為其特色。

## 概論
台灣鹿谷鄉在清朝中期，嘉慶年間，開始有種茶記錄。種植的茶樹品種主要來自中國福建，為青心烏龍。台灣烏龍茶最早的製法與武夷岩茶接近，採用重火炭焙，發酵程度較高，顏色偏紅。在台灣日治時期，台灣烏龍茶的主流改為使用來自福建安溪的製茶法，製成半球形包種茶，強調清香，茶湯顏色變得較淡，微帶綠色。
自1970年代開始，台灣盛行清香型的烏龍茶，伴隨台灣高山茶的興起，凍頂烏龍茶也改向以清香型為主。
1980年代，詩人季野，在鹿谷鄉凍頂村、鳳凰村、永隆村，與契作茶農及當地傳統製茶師合作，以傳統作法，重製出傳統烏龍茶，命名為紅水烏龍，於1987年發表。具有紅香、紅水、酵香三大特色。帶動傳統炭焙烏龍茶的復興。